# Jodek sodu
Jodek sodu (łac. Natrii iodidum) – nieorganiczny związek chemiczny z grupy jodków, sól sodowa kwasu jodowodorowego. Jest to białe higroskopijne ciało stałe o słonawym i lekko gorzkim smaku, dobrze rozpuszczalne w wodzie. Wolno brązowieje w kontakcie z powietrzem w wyniku uwalniania jodu. Stosowany jest jako suplement w żywności i środek mukolityczny oraz do zasiewania chmur, a także do zwiększania rozpuszczalności jodu. Kryształy jodku sodu mają własność scyntylacji i używane są (czyste lub domieszkowane talem) w fizyce jądrowej i fizyce cząstek elementarnych jako detektory, przede wszystkim do pomiaru energii promienowania gamma. Radioaktywny jodek sodu – Na(131I) – stosowany jest w badaniach funkcji tarczycy.
| [ 2 ] | NaI    | Jednostka |
| ΔHof  | −68,79 | kcal/mol  |
| ΔGof  | −68,38 | kcal/mol  |
| So    | 23,54  | cal/mol·K |
| Cp    | 12,45  | cal/mol·K |

## Otrzymywanie
Jodek sodu można otrzymać poprzez dodanie kwasu jodowodorowego lub kwaśnego roztworu jodu do roztworu wodorotlenku sodu lub węglanu sodu, a następnie odparowanie i krystalizację:
NaOH + HI → NaI + H2O
Otrzymany roztwór poddawany jest także filtracji w celu usunięcia zanieczyszczeń.

## Zastosowanie w medycynie
Jodek sodu stosowany jest w lecznictwie jako środek wykrztuśny, źródło jonów jodu oraz w chorobach tarczycy. Ponadto stosuje się go miejscowo w postaci roztworów do zabiegów jonoforezy, w okulistyce (krople do oczu) oraz w dermatologii (leczenie zewnętrzne kilaków) – pod postacią 40% maści.

## Preparaty
- Natrium jodatum subst. do receptury aptecznej